# Горња Каменица
Горња Каменица је насеље у Србији у општини Књажевац у Зајечарском округу. Према попису из 2022. било је 187 становника (према попису из 1991. било је 573 становника). У селу се налази манастир Свете Тројице који припада Епархији тимочкој Српске православне цркве. Потиче са почетка XVII века и налази се под заштитом републике Србије, као споменик културе од великог значаја.
Овде се налази Пећина Коренатац.

## Демографија
У насељу Горња Каменица живи 173 пунолетна становника, а просечна старост становништва износи 63,4 година (63,4 код мушкараца и 63,4 код жена). У насељу има 78 домаћинстава, а просечан број чланова по домаћинству је 2,01.
Ово насеље је у потпуности насељено Србима (према попису из 2002. године), а у последња три пописа, примећен је пад у броју становника.
|  |

| Демографија | Демографија | Демографија |
| Година      | Становника  | Становника  |
| ----------- | ----------- | ----------- |
| 1948.       | 1.208       |             |
| 1953.       | 1.202       |             |
| 1961.       | 1.092       |             |
| 1971.       | 923         |             |
| 1981.       | 789         |             |
| 1991.       | 573         | 569         |
| 2002.       | 377         | 378         |
| 2011.       | 332         |             |
| 2022.       | 187         |             |

| Етнички састав према попису из 2002.‍ | Етнички састав према попису из 2002.‍ | Етнички састав према попису из 2002.‍ | Етнички састав према попису из 2002.‍ | Етнички састав према попису из 2002.‍ |
| ------------------------------------ | ------------------------------------ | ------------------------------------ | ------------------------------------ | ------------------------------------ |
|                                      |                                      |                                      |                                      |                                      |
| Срби                                 | Срби                                 |                                      | 377                                  | 100,0%                               |
| непознато                            | непознато                            |                                      | 0                                    | 0,0%                                 |

| Година пописа     | 1948. | 1953. | 1961. | 1971. | 1981. | 1991. | 2002. |
| ----------------- | ----- | ----- | ----- | ----- | ----- | ----- | ----- |
| Број домаћинстава | 232   | 235   | 235   | 224   | 218   | 191   | 160   |

| Број чланова      | 1  | 2  | 3  | 4  | 5  | 6 | 7 | 8 | 9 | 10 и више | Просек |
| ----------------- | -- | -- | -- | -- | -- | - | - | - | - | --------- | ------ |
| Број домаћинстава | 45 | 66 | 19 | 15 | 10 | 3 | 1 | 1 | 0 | 0         | 2,36   |

| Пол    | Укупно | Неожењен/Неудата | Ожењен/Удата | Удовац/Удовица | Разведен/Разведена | Непознато |
| ------ | ------ | ---------------- | ------------ | -------------- | ------------------ | --------- |
| Мушки  | 168    | 18               | 121          | 25             | 4                  | 0         |
| Женски | 189    | 9                | 120          | 55             | 4                  | 1         |
| УКУПНО | 357    | 27               | 241          | 80             | 8                  | 1         |

| Пол    | Укупно                    | Пољопривреда, лов и шумарство | Рибарство                            | Вађење руде и камена | Прерађивачка индустрија       |
| ------ | ------------------------- | ----------------------------- | ------------------------------------ | -------------------- | ----------------------------- |
| Мушки  | 60                        | 16                            | 0                                    | 0                    | 23                            |
| Женски | 20                        | 9                             | 0                                    | 0                    | 6                             |
| УКУПНО | 80                        | 25                            | 0                                    | 0                    | 29                            |
| Пол    | Производња и снабдевање   | Грађевинарство                | Трговина                             | Хотели и ресторани   | Саобраћај, складиштење и везе |
| Мушки  | 1                         | 8                             | 5                                    | 0                    | 4                             |
| Женски | 0                         | 0                             | 0                                    | 0                    | 1                             |
| УКУПНО | 1                         | 8                             | 5                                    | 0                    | 5                             |
| Пол    | Финансијско посредовање   | Некретнине                    | Државна управа и одбрана             | Образовање           | Здравствени и социјални рад   |
| Мушки  | 0                         | 0                             | 2                                    | 0                    | 0                             |
| Женски | 0                         | 0                             | 0                                    | 1                    | 0                             |
| УКУПНО | 0                         | 0                             | 2                                    | 1                    | 0                             |
| Пол    | Остале услужне активности | Приватна домаћинства          | Екстериторијалне организације и тела | Непознато            | Непознато                     |
| Мушки  | 0                         | 0                             | 0                                    | 1                    | 1                             |
| Женски | 0                         | 0                             | 0                                    | 3                    | 3                             |
| УКУПНО | 0                         | 0                             | 0                                    | 4                    | 4                             |

## Галерија
- Улица и мостић
- Чесма
- Речица